# Artjom (Vorname)
Artjom ist ein männlicher Vorname.

## Herkunft und Bedeutung
Der Vorname Artjom wird vor allem in Russland vergeben. Der Name geht auf den biblischen Namen Artemas zurück, der selbst von der griechischen Göttin Artemis abgeleitet ist.

## Varianten
- Artem – Артем (ukrainisch)
- Artiom
- Arzjom – Арцём (belarussisch)
- Artjoms (lettisch)

## Namensträger
- Artjom Alexejewitsch Anissimow, russ. Артём Алексеевич Анисимов  (* 1988), russischer Eishockeyspieler
- Artjom Sergejewitsch Dsjuba, russ. Артём Сергеевич Дзюба, (* 1988), russischer Fußballspieler
- Artjom Jakowlewitsch Gussew, russ. Артём Яковлевич Гусев, (* 1982), russischer Biathlet
- Artjom Nikolajewitsch Jartschuk, russ. Артём Николаевич Ярчук, (1990–2011), russischer Eishockeyspieler
- Artjom Iwanowitsch Mikojan, russ. Артём Иванович Микоян, armenisch Արտյոմ Միկոյան, (1905–1970), sowjetischer Flugzeugkonstrukteur
- Artjoms Rudņevs (* 1988), lettischer Fußballspieler
- Artjom Schlindow (* 1981), usbekischer Straßenradrennfahrer
- Artjom Anatoljewitsch Sedow, russ. Артём Анатольевич Седов (* 1984), russischer Florettfechter
- Artjom Sarkissowitsch Terjan (1930–1970), sowjetischer Ringer, Weltmeister 1953
- Artjom Simonjan (* 1995), armenischer Fußballspieler
- Artjom Walerjewitsch Timofejew, russ. Артём Валерьевич Тимофеев, englisch Artyom Timofeev (* 1985), russischer Schachgroßmeister
- Artjom Nikolajewitsch Tschebotarjow, russ. Артём Николаевич Чеботарёв, (* 1988), russischer Boxer
- Artjom Alexandrowitsch Uschakow, russ. Артём Александрович Ушаков (* 1983), russischer Biathlet
- Artjom war der Spitzname des russischen Revolutionärs Fjodor Andrejewitsch Sergejew
- Artjom, Protagonist des Romanes Metro 2033 (Roman) des russischen Autors Dmitri Alexejewitsch Gluchowski